# شرکت تابعه فدرال رزرو
شرکت تابعه (به انگلیسی: Edge Act Corporation): شرکتی است که مجوز فعالیت آن توسط فدرال رزرو ایالات متحده صادر شده و تحت این قانون جهت انجام عملیات بانکی بین‌المللی تشکیل شده است. هیئت مدیره فدرال رزرو از طرف دولت ایالات متحده بر برنامه های کاری و سازمان های بانکی خارجی و حتی ایجاد شرکت های تابعه نظارت می کند. همچنین این هیئت مدیره به بررسی شرکت های تابعه و شرکت های وابسته خود می پردازد. این شرکت می‌تواند سپرده بپذیرد و وام دهد، که این عملکرد به طور خاص به معاملات بین‌المللی مربوط می شود.